# Domus Publica
De Domus Publica was het huis van de pontifex maximus in het oude Rome.
De Domus Publica stond aan de Via Sacra op het Forum Romanum, direct naast het Huis van de Vestaalse Maagden. Dit was de ambtswoning van de pontifex maximus. De bekendste bewoner was Julius Caesar die in 63 v.Chr. voor dit belangrijkste religieuze ambt werd gekozen en daarmee de kans kreeg zich in het centrum van het Romeinse politieke leven te vestigen. In 13 v.Chr. werd Augustus de nieuwe pontifex maximus, maar hij had zijn woning al op de Palatijn en schonk de Domus Publica aan de Vestaalse Maagden, die het gebouw bij hun Atrium Vestae voegden. Waarschijnlijk ging de Domus Publica samen met het Atrium Vestae verloren bij de Grote brand van Rome in het jaar 64.
Op het forum zijn direct naast het Atrium Vestae restanten gevonden van een gebouw uit de Republikeinse tijd, dat is geïdentificeerd als de Domus Publica.